# Way of the Warrior
Way of the Warrior es un videojuego de lucha desarrollado por Naughty Dog y distribuido por Universal Interactive Studios para la 3DO en 1994. El juego fue lanzado en Estados Unidos el 30 de agosto de 1994 y en Japón el 26 de mayo de 1995 muy similar a la franquicia de Mortal Kombat, este es el primer juego que Naughty Dog desarrolla para Universal Interactive Studios, que tiempo después realizaría 3 juegos que terminarían siendo la trilogía de Crash Bandicoot de la primera PlayStation, mientras que Naughty Dog con Crash Team Racing lo desarrolló para Sony Computer Entertainment, debido a que SCE adquirió por un año los derechos de Crash, es decir, en 1999.
Way of the Warrior presenta gráficos de alta resolución, personajes con historias detalladas y movimientos finales ultra violentos. Los jugadores tienen que luchar contra diferentes luchadores, la "sombra" de su propio personaje y dos jefes para lograr la victoria completa. Cada personaje tiene un arsenal estándar de movimientos de lucha ofensivos y defensivos, ataques combinados y movimientos especiales que matan al oponente derrotado de una manera extrema. La banda sonora del juego consiste en música del álbum de 1992 La Sexorcisto: Devil Music, Vol. 1. de la banda White Zombie.

## Jugabilidad
Los jugadores pueden combatir con nueve diferentes Guerreros del Mundo, la sombra de su personaje, luego derrotan a un dragón (Gran Abad) y luego a un esqueleto (Kull) para ser sellados en "El Libro de los Guerreros". Cada personaje tiene un arsenal estándar de movimientos de lucha ofensivos y defensivos, ataques combinados y movimientos especiales que matan al oponente derrotado de una manera ultravioleta. El juego también tiene varios personajes ocultos que se pueden desbloquear con códigos secretos.
Los luchadores fueron interpretados por amigos y familiares de los empleados de Naughty Dog. Cada uno tiene un nombre en clave distintivo y un perfil.

## Desarrollo
Naughty Dog se autofinancia "Way of the Warrior" con el dinero obtenido en Rings of Power. La producción de  Way of the Warrior  comenzó en 1993. Además de que Killer Instinct del año 1994 de Rareware sirvió como inspiración para el desarrollo de este título. El desarrollo se llevó a cabo en el transcurso de 12 meses con un presupuesto de $ 100,000. ($80,000 de los cuales provienen del propio bolsillo de Naughty Dog) Durante ese tiempo, Naughty Dog estaba en quiebra y apenas tenía dinero para terminar el juego. Se reclutó a amigos de la compañía para interpretar a los personajes del juego. Como Naughty Dog no podía permitirse una pantalla cromática ni ningún tipo de captura de movimiento como un telón de fondo, se pegó una hoja amarilla a la pared del apartamento de los desarrolladores. Sin embargo, el apartamento resultó ser demasiado pequeño. Para filmar los movimientos del juego, Jason Rubin tuvo que abrir la puerta principal y disparar desde el pasillo del apartamento. Los vecinos creyeron erróneamente que el equipo estaba filmando kinky, es decir, una película porno. Fundas de almohadas y sábanas, varios artículos dentro del apartamento, cajitas felices de McDonald's, y baratijas de bajo costo se usaron para crear los disfraces de los personajes. Para completar la experiencia, Jason Rubin se unió y participó interpretando a dos de los personajes del juego. Después de que se completó el juego, Naughty Dog presentó "Way of the Warrior" a Mark Cerny de Universal Interactive Studios. Cerny estaba satisfecho con el producto y acordó que Universal Interactive Studios fuera el editor del juego, además de firmar con Naughty Dog para tres juegos adicionales (que luego se convertirían en Crash Bandicoot, Crash Bandicoot 2: Cortex Strikes Back y Crash Bandicoot: Warped).
Naughty Dog trabajó más tarde con American Laser Games para desarrollar una versión arcade del juego; Se construyeron y probaron prototipos, pero nunca se lanzaron. Aparte de los controles, la versión arcade era idéntica a la versión de 3DO, e incluso usaba un sistema multijugador interactivo de la 3DO para el hardware.

### Reparto
- Major Gaines: T. Mike Gaines (captura) - David Shane (voz)
- Ninja: Jason Rubin (captura - voz)
- Konotori: Jason Rubin (captura) - David Baggett (voz)
- Nobunaga: Steve Chan (captura) - David Shane (voz)
- The Dragon: Tae Min Kim (captura) - David Liu (voz)
- Nikki Chan: Tamara Genest (captura) - Rita Dai (voz)
- Crimson Glory: Carole May (captura) - Kip Young (voz)
- Malcolm Fox: Chris Sanford (captura) - Andy Gavin (voz)
- Shaky Jake: Mitch Gavin (captura) - Rod Brooks (voz)
- High Abbot: Jason Rubin (voz)
- Kull: Andy Gavin (voz)
- Book Keeper: Jason Rubin (voz)

## Recepción
"Way of the Warrior" apareció por primera vez en discos de muestra como una demostración no reproducible para el consumidor y las demostraciones reproducibles se enviaron a varias revistas. Si bien la respuesta inicial fue muy positiva, el producto final recibió reacciones mixtas de la prensa. Los críticos de Electronic Gaming Monthly le dieron al juego una puntuación media de 3,75 sobre 10, elogiando los gráficos, la animación y las muertes, pero modificando los controles, especialmente lo difícil que era realizar movimientos especiales. GamePro le dio al juego una crítica negativa, citando un diseño de personajes aburrido, largos tiempos de carga, pequeños sprites, efectos de sonido débiles y un desafío superficial. Sin embargo, en contradicción con "Electronic Gaming Monthly", afirmaron que "Ejecutar los movimientos especiales no es difícil".  Next Generation revisó el juego, calificándolo con dos estrellas de cinco, y declaró que "Way of the Warrior solo demuestra que no hay cantidad de música, renderizado 3D y la sangre puede compensar lo básico como la jugabilidad y el buen diseño de personajes". Según los estándares de 3DO, el juego se vendió bien según Naughty Dog, superando el port de 3DO Samurai Shodown de SNK.